# Fu'ad Shihab
Fu'ad Shihab (in arabo فؤاد شهاب‎?, Fuʾād Shihāb (Ghazir, 19 marzo 1902 – Beirut, 25 aprile 1973) è stato un politico e generale libanese.
Membro della storica famiglia emirale dei Shihab del Monte Libano, fu Presidente della Repubblica libanese dal 23 settembre 1958 al 22 settembre 1964, dopo essere stato il comandante in capo delle forze armate libanesi dal 1945.
Fu uno dei più importanti capi di Stato libanesi, grazie alle riforme e alla modernizzazione che egli seppe imporre al suo Paese nel corso del suo mandato presidenziale..

## Comandante delle Forze Armate libanesi
Nato all'interno della storica famiglia cristiana maronita dei Shihab, che ebbe la carica di Emiro del Monte Libano prima del 1840, in età ottomana, si diplomò nel 1923 sottotenente all'Accademia militare di Damasco. Fu'ad Shihab divenne il primo comandante in capo di tutte le forze armate libanesi nel 1945, dopo che il Libano era diventato uno Stato indipendente a tutti gli effetti, al termine dell'occupazione francese, camuffata da Mandato concesso dalla Società delle Nazioni. Come comandante dell'esercito libanese, ha condotto le sue forze nel conflitto in Palestina dal 14 maggio 1948 al 21 marzo 1949.
Nel 1952 Shihab rifiutò di consentire alle forze armate d'ingerirsi nel sollevamento che aveva forzato il Presidente della Repubblica Bishara al-Khuri a dimettersi. Dopo le dimissioni, Shihab fu nominato il 18 settembre 1952 Presidente della Repubblica ad interim, con la precisa e unica missione di assicurare al più presto lo svolgimento di regolari elezioni presidenziali democratiche. Appena quattro giorni dopo Camille Chamoun fu eletto per succedere a Bishara al-Khuri.
Le frodi elettorali verificatesi in occasione delle elezioni legislative del 1957, con la mancata elezione di numerosi ministri filo-musulmani, innescarono una violenta rivolta islamica. Conosciuta come guerra civile del 1958, essa ebbe come lontana conseguenza una successiva lunga guerra civile, durata 17 anni (1975-1990). Shihab, sempre comandante delle Forze Armate schierò l'esercito contro i nazionalisti panarabi naseriali. Riuscì in tal modo a impedire che l'opposizione prendesse il controllo di posizioni di importanza strategica, quali erano gli aeroporti e gli edifici governativi.

## Presidente della Repubblica
Per calmare gli animi, il Presidente Chamoun chiese agli Stati Uniti d'America d'intervenire e nel 1958 truppe di Marines sbarcarono a Beirut il 15 luglio (Operazione Blue Bat). I musulmani avevano grande fiducia in Shihab per la sua assodata imparzialità e, godendo anche del sostegno statunitense, Shihab fu eletto senza opposizione presidente per succedere a Chamoun e riportare la pace nel Paese. Nell'assumere le sue prerogative presidenziali, Shihab dichiarò: «la rivoluzione non ha vinto né perduto». Proseguì quindi il suo cammino improntato alla moderazione, cooperando strettamente con gli altri gruppi religiosi e laici, riuscendo in tal modo a raffreddare ogni tensione e a riportare il paese alla stabilità.
Nel 1960, due anni dopo l'inizio del suo mandato presidenziale di sei anni, vedendo che il Libano aveva ritrovato la sua stabilità e che il terreno era pronto per accogliere le necessarie riforme, Shihab propose di dimettersi dalle sue funzioni. Tuttavia fu convinto dai membri del Parlamento di completare il proprio mandato. Nel 1961 fece fallire un colpo di Stato organizzato dal Partito Nazionalista Sociale Siriano. Per impedire il ripetersi di analoghe minacce in futuro, rafforzò i servizi di sicurezza libanesi, facendo sì che ogni interferenza straniera nelle sovrane questioni della sua patria non potesse aver luogo.
Il mandato di Shihab ebbe l'indubbio merito di contribuire a stabilizzare l'equilibrio interno tra i vari gruppi confessionali del Paese. Questo misto di moderazione e di equilibrio, non disgiunto da una condizione inappuntabile delle sue funzioni presidenziali, costituì quello che ancora viene chiamato Shihabismo. Riformatore coraggioso ma non impulsivo e azzardato, Shihab creò un'amministrazione efficiente, malgrado la pervasività di una certa qual "feudalità" libanese.

## Dopo la presidenza
Nel 1964, Shihab, la cui presenza alla guida dello Stato era rimasta viva e considerata come la miglior opzione possibile per la stabilità del Libano e le future riforme, rifiutò che fosse emendata la Costituzione che gli avrebbe consentito un secondo mandato presidenziale. Sostenne invece la candidatura di Charles Helou, che in effetti fu eletto presidente. Shihab dovette in seguito pentirsi di aver sostenuto Helou, a causa dell'autorizzazione della presenza armata di guerriglieri palestinesi nel Sud Libano e delle manovre di Helou per preparare il terreno al ritorno dei politici "feudali" di vecchio stampo.
Shihab subiva forti pressioni perché si ripresentasse alla Presidenza nel 1970, ma in una sua dichiarazione storica quanto particolarmente lucida, affermò che la propria esperienza alla Presidenza l'aveva convinto che le persone del suo Paese non erano pronte a mettere da parte la tradizionale politica "feudale" e a consentire l'istituzione di uno Stato davvero moderno. Egli preferì sostenere il suo candidato e protetto, Elias Sarkis. Nelle elezioni più serrate che la storia libanese ricordi, Sarkis perse le elezioni a favore di uno dei signori "feudali" di Zghorta, Sulayman Farangiyye per un solo voto di scarto dell'Assemblea Nazionale. L'elezione venne considerata un'autentica disfatta dall'anziano uomo politico e marcò la fine del periodo delle riforme e della felice "era shihabista".
Fuʾād Shihāb morì a Beirut nell'aprile del 1973, all'età di 73 anni.
Nel 1976, Elias Sarkis, l'erede dello "Shihabismo", fu eletto all'unanimità Presidente della Repubblica, nella vana speranza di bloccare la guerra civile libanese che stava lacerando il suo Paese e di riunificare la nazione come aveva fatto Shihab. Ma una tale iniziativa era tardiva, giacché i palestinesi, i siriani, gli israeliani e altri Stati interessati a mantenere un Libano debole e facilmente disposto a subire le continue ingerenze e pressioni arabe avevano già preso in mano la situazione libanese. Senza veri sostegni interni e internazionali, Sarkis non poté bloccare il drammatico degrado in atto e tutte le sue iniziative potenzialmente positive si risolsero - non per sua colpa - nel più completo fallimento.